# St. Johann (Aachen-Burtscheid)

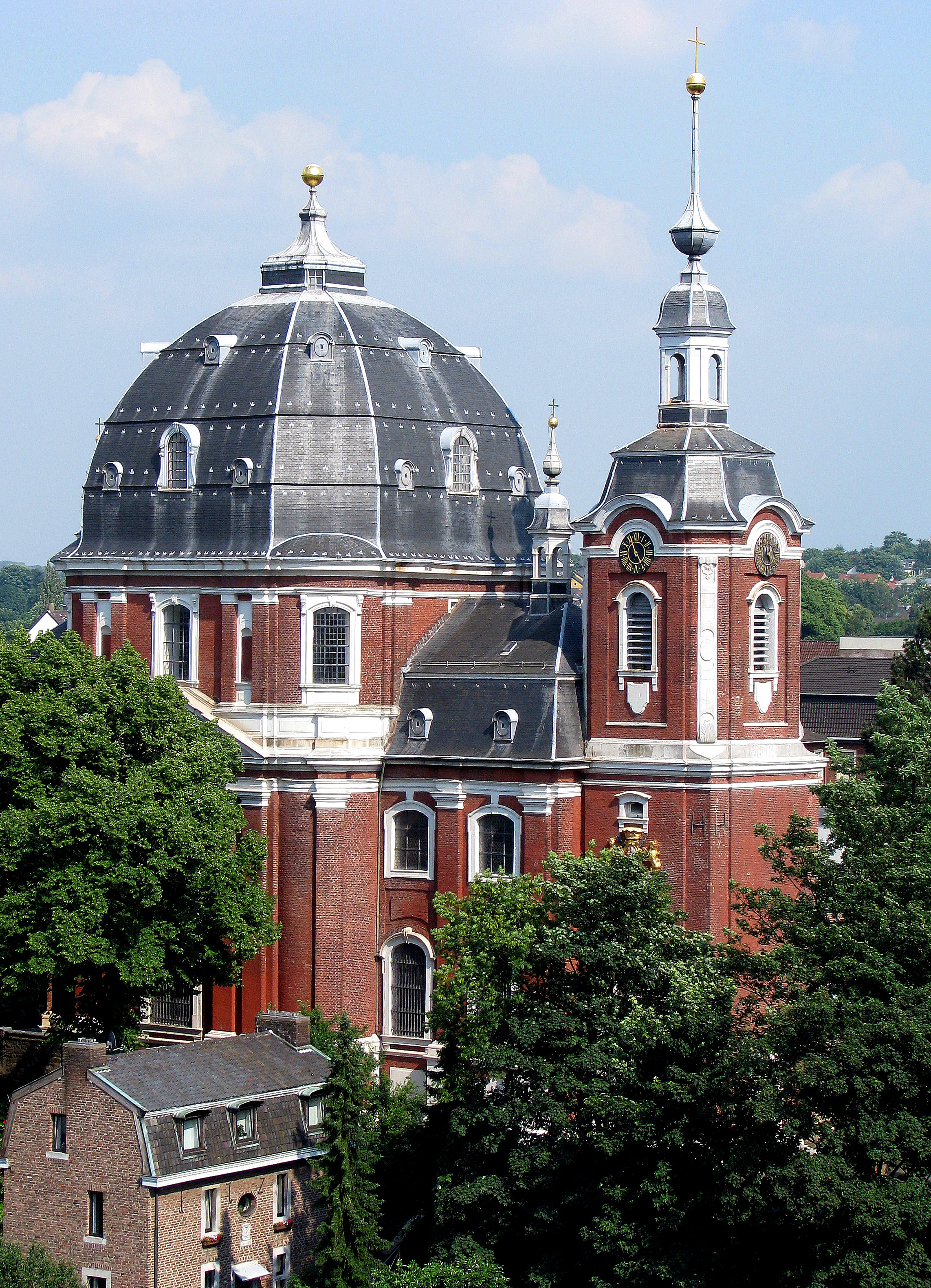
St. Johann in Aachen-Burtscheid

Die ehemalige Pfarrkirche St. Johann-Baptist in Burtscheid (heute Aachen-Burtscheid) ist eine Johannes dem Täufer geweihte römisch-katholische Kirche und frühere Abteikirche der Reichsabtei Burtscheid. Seit 2010 ist sie Teil der „Katholischen Pfarrgemeinde St. Gregor von Burtscheid“, einer im Rahmen der seit 2008 umgesetzten Gemeindestrukturreform im Bistum Aachen gebildeten Großgemeinde, die sich nach dem Gründer der Abtei, Abt Gregor von Burtscheid, nennt und zu der neben St. Johann-Baptist noch die ehemaligen Pfarren St. Michael-Burtscheid und St. Aposteln, St. Gregorius und Herz-Jesu gehören.

## Geschichte

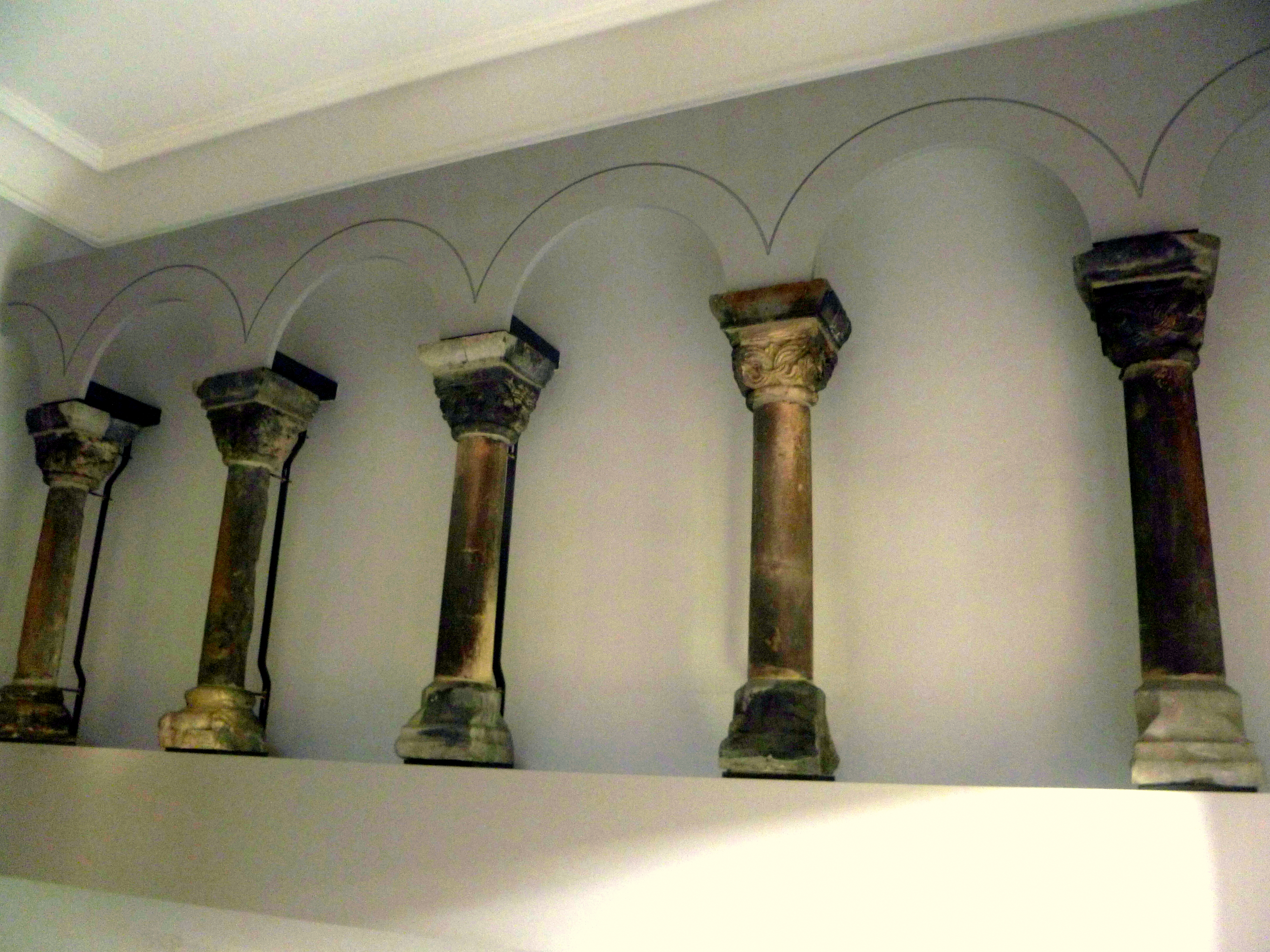
Romanische Originalsäulen

Nach der Gründung des Klosters im Jahre 997 baute Abt Gregor sowohl eine kleine Kapelle zu Ehren des heiligen Nikolaus von Myra als auch eine zweite, die zunächst dem heiligen Apollinaris von Ravenna geweiht war. Durch reiche Stiftungen von Heinrich II. konnte bereits um 1015 in unmittelbarer Nähe auf dem Johannisberg mit dem Bau einer Klosterkirche im romanischen Stil begonnen werden, die die Apollinaris-Kapelle ersetzte und im Mai 1017 durch den Bischof Gerhard I. von Cambrai zu Ehren Johannes des Täufers geweiht wurde. Das einschiffige Langhaus war 26 m lang und 8 m breit, das Querhaus maß 15,50 m Länge. Ostapsis und der vorgelagerte quadratische Westturm komplettierten den zeittypischen Bau, von dem fünf romanische Zwergsäulen erhalten sind, die zunächst im Gartenhaus der Äbtissin eingebaut wurden. Später veranlasste man ihre Ersetzung durch eine Nachbildung und die Originale wurden in einem geschützten Raum neben der Schatzkammer untergebracht.
Nachdem die Abteikirche St. Johann rund dreihundert Jahre später zu klein und baufällig geworden war, veranlasste um 1350 Äbtissin Aleidis von Müllenark den Bau einer neuen und größeren Kirche im gotischen Stil, die unter ihrer Nachfolgerin Mechtildis von Bongard vollendet wurde. Die neue Kirche wurde etwas weiter südwärts als der bisherige Bau errichtet, etwa an der Stelle, auf der die heutige Kirche St. Johann steht. Der Grundriss ist durch eine Bestandsaufnahme der vorhandenen Pläne von dem Aachener Stadtarchitekten Johann Joseph Couven aus dem Anfang des 18. Jahrhunderts überliefert. Das dreischiffige Langhaus mit einem weit vorspringenden Chor, dessen Gewölbe auf vier Säulenpaaren ruhte, war 15,60 m breit, die Länge vom Turm bis zum Abschluss des Chores 30,90 m und die ganze äußere Länge inklusive des an der Westseite stehenden Turmes 39,80 m. Diese Kirche hatte sechs Altäre: neben dem Hochaltar, auf dem ein silbernes Tabernakel seinen Platz hatte, noch den Christ-, Muttergottes-, St. Anna-, Bernardus- und den Antoniusaltar.

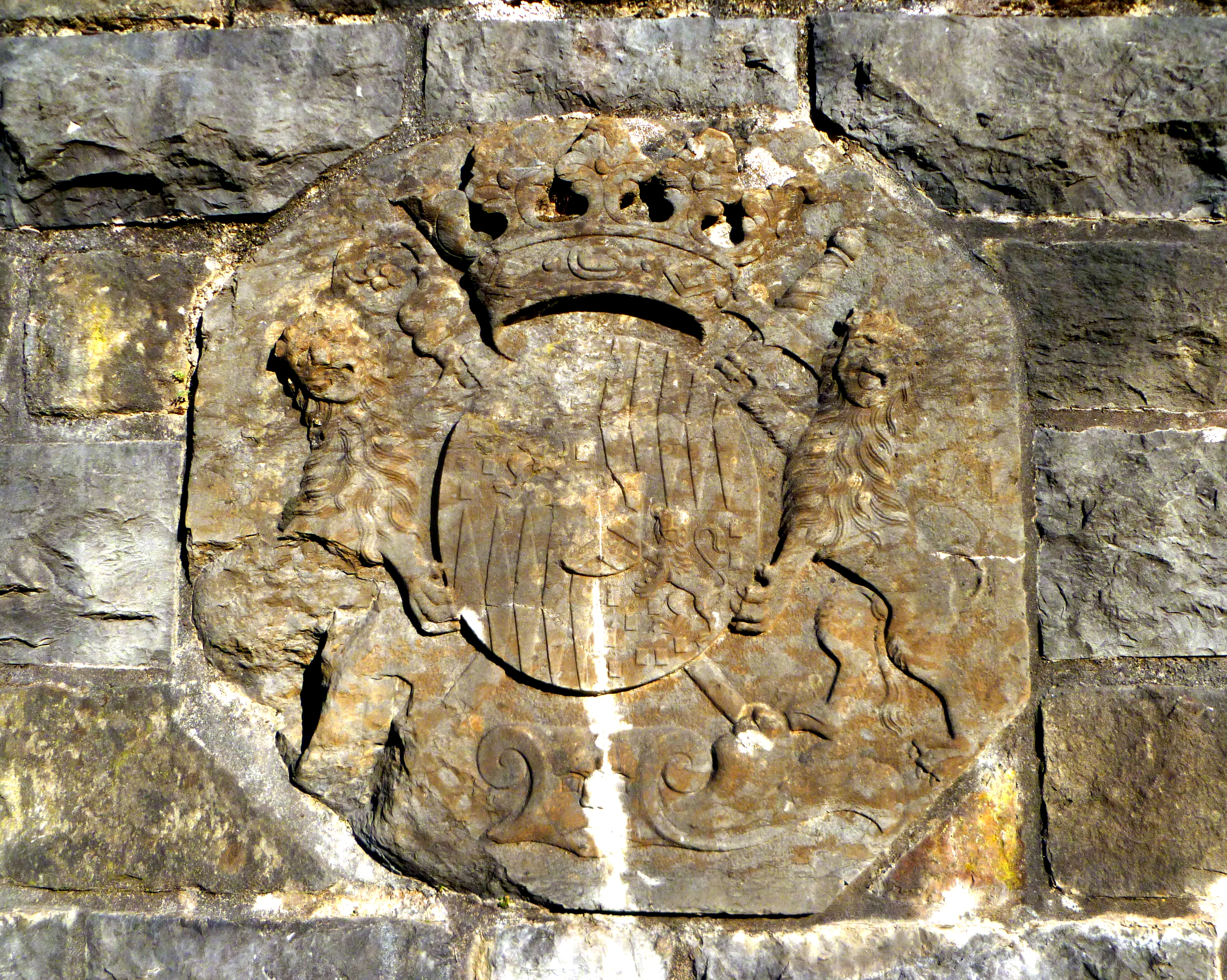
Wappenstein der Äbtissin Anna Carolina Margarethe van Renesse van Elderen der Abtei Burtscheid, eingelassen in der Abteimauer

Ab 1715 erfolgten auf Veranlassung der Äbtissin Anna Carolina Margarethe van Renesse van Elderen erneut Planungen, anstelle der gotischen eine zeitgemäße barocke Klosterkirche errichten zu lassen, mit denen der Aachener Stadtarchitekt Johann Joseph Couven beauftragt wurde. Dazu legte er mehrere Entwürfe vor: eine Kreuzkirche mit Vierungskuppel, einen italienisch-barocken Entwurf und ein kurzes Langhaus mit Zentralkuppel. Nachdem man sich auf letzteren Vorschlag geeinigt hatte, konnte mit dem Bau begonnen werden, der sich allerdings aus Kostengründen und dadurch bedingte langwierige Unterbrechungen über mehrere Jahrzehnte dahinzog. Zunächst wurde 1736 der Turm fertiggestellt, 1748 erfolgte der Abriss von Langhaus und Chor des Vorgängerbaus, von dem eine Kante rechts neben dem Westturm heute noch existiert, 1752/1753 erfolgte der Bau des Chorraums und der Kuppel und ein Jahr später, am 12. September 1754, war schließlich der gesamte Rohbau der neuen Abteikirche abgeschlossen.

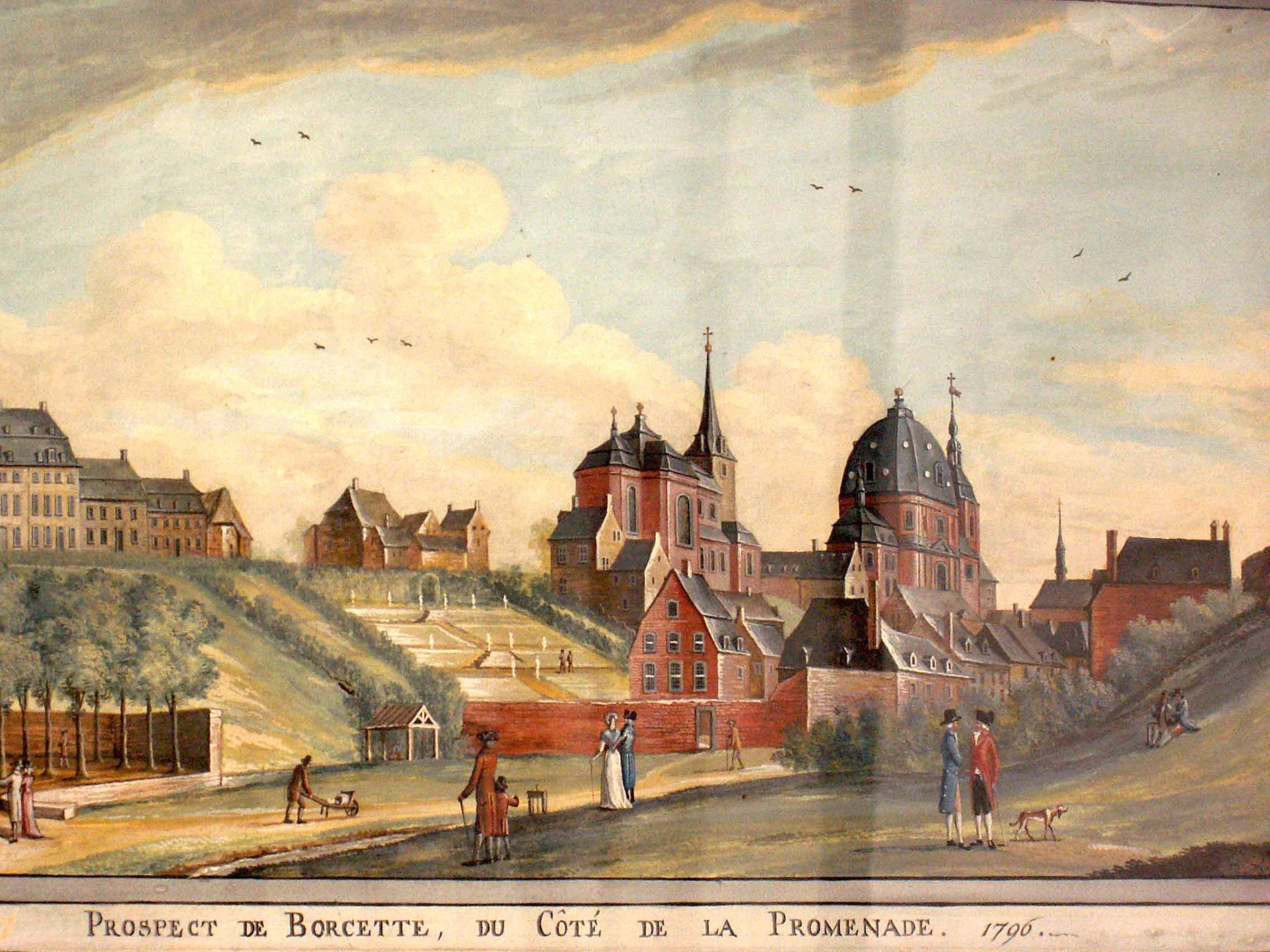
Abteikirche (rechts) um 1796, Gouache von Johann Ferdinand Jansen, 1796

Im Jahr der französischen Besatzung 1794 wurde die Reichsabtei Burtscheid nach über 800 Jahren ihrer Existenz aufgelöst. Im Verlauf der folgenden Säkularisation im Jahr 1802 behielten die Franzosen die Abteikirche als Domaine-Eigentum und benutzten sie als Militärmagazin und Pferdestall. Auch stand in ihr ein Luftballon, mit dem sie in der Kuppel Versuche machten. Als Napoléon Bonaparte 1804 in Aachen weilte, gelang es den Burtscheider Katholiken mit maßgeblicher Unterstützung des amtierenden und vor Ort wohnenden Bischofs von Aachen, Marc-Antoine Berdolet, von ihm die Entscheidung zu erwirken, dass die Kirche wieder für den Gottesdienst freigegeben wurde. Napoléon stimmte dem Antrag zu und St. Johann wurde schließlich 1806 zur zweiten katholischen Pfarrkirche in Burtscheid erhoben.
Der Zweite Weltkrieg brachte schwere Schäden für die Kirche mit sich. Bereits bei einem ersten Bombenangriff am 5. Oktober 1942 wurden sämtliche Fenster zerstört. Weitere Schäden entstanden bei dem schweren Luftangriff am 14. Juli 1943. Von November 1942 bis April 1943 mussten wegen der einsetzenden Kälte alle Gottesdienste aus der beschädigten Kirche St Johann in die Burtscheider Marienkapelle verlagert werden. Beim letzten Bombenangriff auf Burtscheid am 11. April 1944 brannte die hölzerne Kuppel von St. Johann zusammen mit der Inneneinrichtung der Kirche völlig aus und nur die Außenmauern blieben erhalten. Der anschließende Wiederaufbau dauerte bis in die 1960er Jahre.
Das zu St. Johann gehörende Pfarrheim wurde 1930 vom Architekten Rudolf Schwarz entworfen und nach den erfolgten Kriegsschäden zwischen 1956 und 1964 von Peter Salm wiederhergestellt.

## Baugeschichte und Architektur

### Neubau der Barockkirche
Die Abteikirche St. Johann wurde im Zeitraum von 1730 bis 1754 auf dem Grundriss des gotischen Vorgängerbaus errichtet. Sie setzt sich zusammen aus einem zentralen Kuppelbau über einem quadratischen Grundriss, einem einjochigen Chor im Osten mit einer halbkreisförmigen Apsis, einem Langhaus von zwei Jochen Länge und einem im Westen vorgelagerten Turm. Die Längsseite ist zum Ort Burtscheid hin als Fassade ausgebildet, wobei der schlichte Außenbau monumental wirkt. Für die Erbauung dieses Backsteinbaus lieferte der Burtscheider Mühlenbend dem Ziegelbäckermeister Jean Bertrand das Lehm- und Tonmaterial für seine rund 182.000 Ziegelsteine, Johann Mathias Printzen fertigte die Eisenarbeiten. Die an der Kirche verwandten Hausteine wurden bis zur Höhe des Frontons, in welchem sich das Wappen der Äbtissin Antoinette von Woestenraedt befindet, aus einem der Abtei gehörenden Steinbruch bei Buschhausen entnommen, während die höher angebrachten Hausteine aus anderen Steinbrüchen, meist aus Raeren, stammten. 

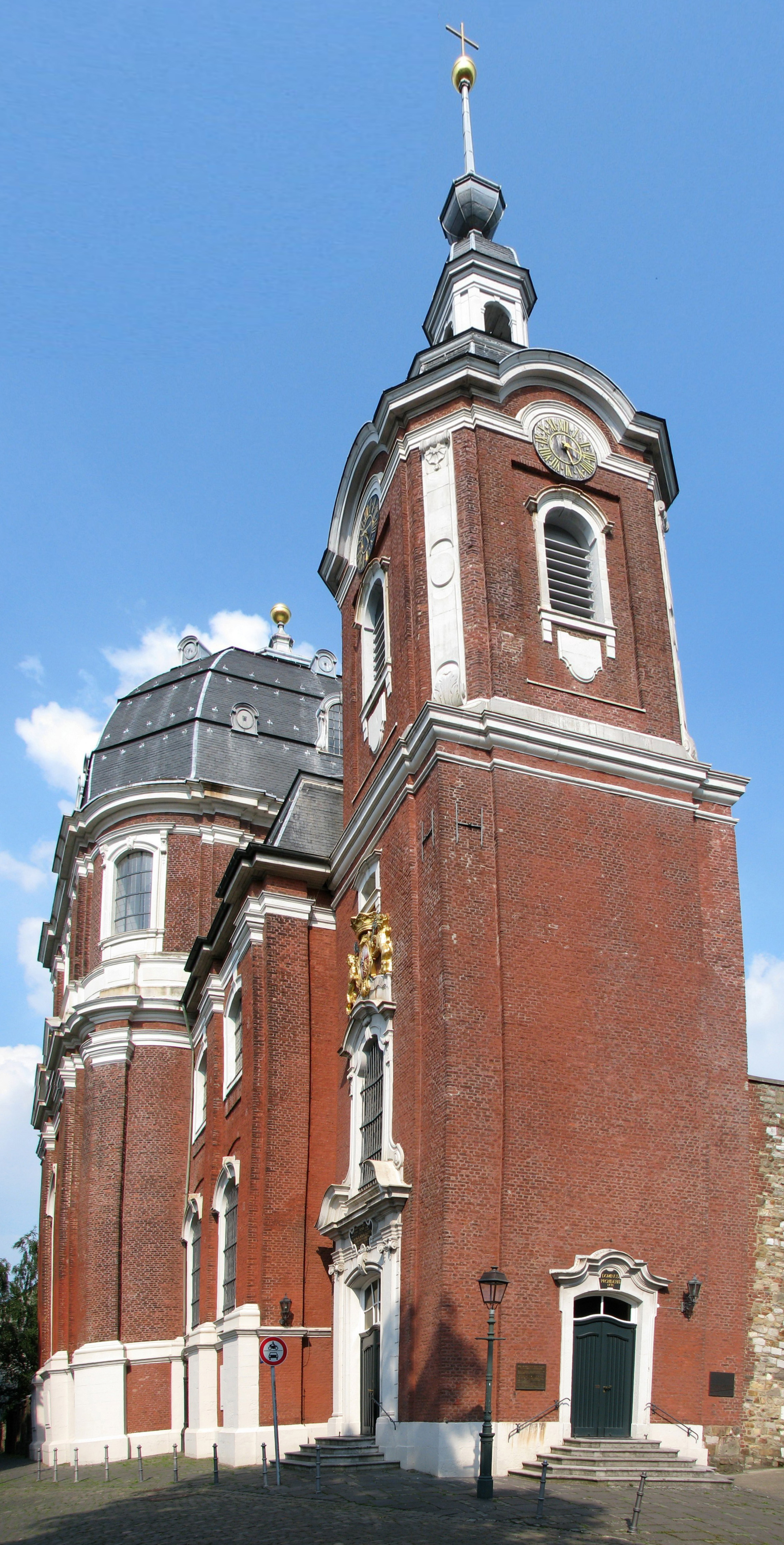
Westturm mit seitlichem Hauptportal

Couven begann zunächst mit dem Bau des vorgelagerten quadratischen Westturms, der sich von 1736 bis 1741 hinzog. Der Turm ist viergeschossig, Parterre und erstes Geschoss bilden eine Einheit. Er ist mit einem offenen Glockengeschoss und einem laternenbekrönten Mansarddach abgeschlossen. Das Hauptportal befindet sich an der Nordseite des Turmes und ist reich gegliedert. Über diesem ist das Wappen der Äbtissin von Renesse eingelassen, in deren Auftrag der Bau begonnen wurde. Die Stirnseite des Turmes zum Abteiplatz hin hat dagegen ein schlichtes Portal mit ihrem Wahlspruch „DOMINUS PROVIDEBIT“ (Gott wird sorgen) und der Jahreszahl 1736.
Erst nach langer Pause kam es im Jahre 1748 zum Abbruch der alten Klosterkirche und zur Wiederaufnahme der Bauarbeiten für die neue Kirche St. Johann. Diese ist 45 m lang, Kirchenschiff und Chor sind 11,50 m breit, das Kuppelquadrat 18,80 m hoch, die Höhe bis zum Kuppelscheitel beträgt 34,20 m. Couven hatte einen achteckigen Kuppelbau gestaltet, der sich über einem Tambour erhebt und durch eine Ädikula betont wird sowie mit einer zweigeschossigen Pilasterordnung versehen ist. Über einem umlaufenden Gesims setzt das Tonnengewölbe an, welches durch Gurtbögen unterteilt ist. 
An den Mittelbau lehnt sich östlich der Chor und westlich in gleicher Ausdehnung das Langhaus mit dem Turm an. Der Chor hat die gleiche Höhe und Breite wie das tonnengewölbte Langhaus. Dieses wird durch Luken und Mansarden belebt und dessen Mauerpfeiler tragen ionische Pilaster mit blumengeschmückten Kapitellen. Das Zusammenspiel von Kuppel, Turm und Dachreitern gibt dem Bau seine einzigartige Silhouette. Über dem großen Rundbogenfenster an der Nordseite des Mittelbaus befindet sich das Wappen der Äbtissin von Woestenrath. Dieses Wappenzeichen des Schwans im Hirschgeweih wurde später Teil des Stadtwappens von Burtscheid und ist heute noch im Wappen der Städteregion Aachen enthalten. An der Südseite des Langhauses befindet sich eine kleine Seitenkapelle als Gedächtnisraum, in der ein Totenbuch mit den Namen der Kriegsopfer der Pfarre St. Johann ausliegt. Im Innern wird die Kirche geprägt durch das Querhaus unter der Kuppel, welches die Form eines unregelmäßigen Achtecks aufweist. Über einem Abschlussgesims setzt die Wölbung der Innenkuppel ein, deren acht Gewölberippen sich im Rahmen der Lichtlaterne vereinigen. Mehrere in den Wänden eingebaute Nischen in Muschelform dienen der Aufnahme der Apostelstatuen. Die Mitte der Rundung ist durch eine fensterartige Nische betont, vor der sich der Platz der Äbtissin befand. Auf Höhe des Querhauses im Übergangsbereich zum Chor befand sich der ursprüngliche Doppelaltar, weil der dahinter liegende freie Chorraum zur Zeit der Abteiherrlichkeit für die Stiftsdamen und deren Schöffen genutzt wurde. 

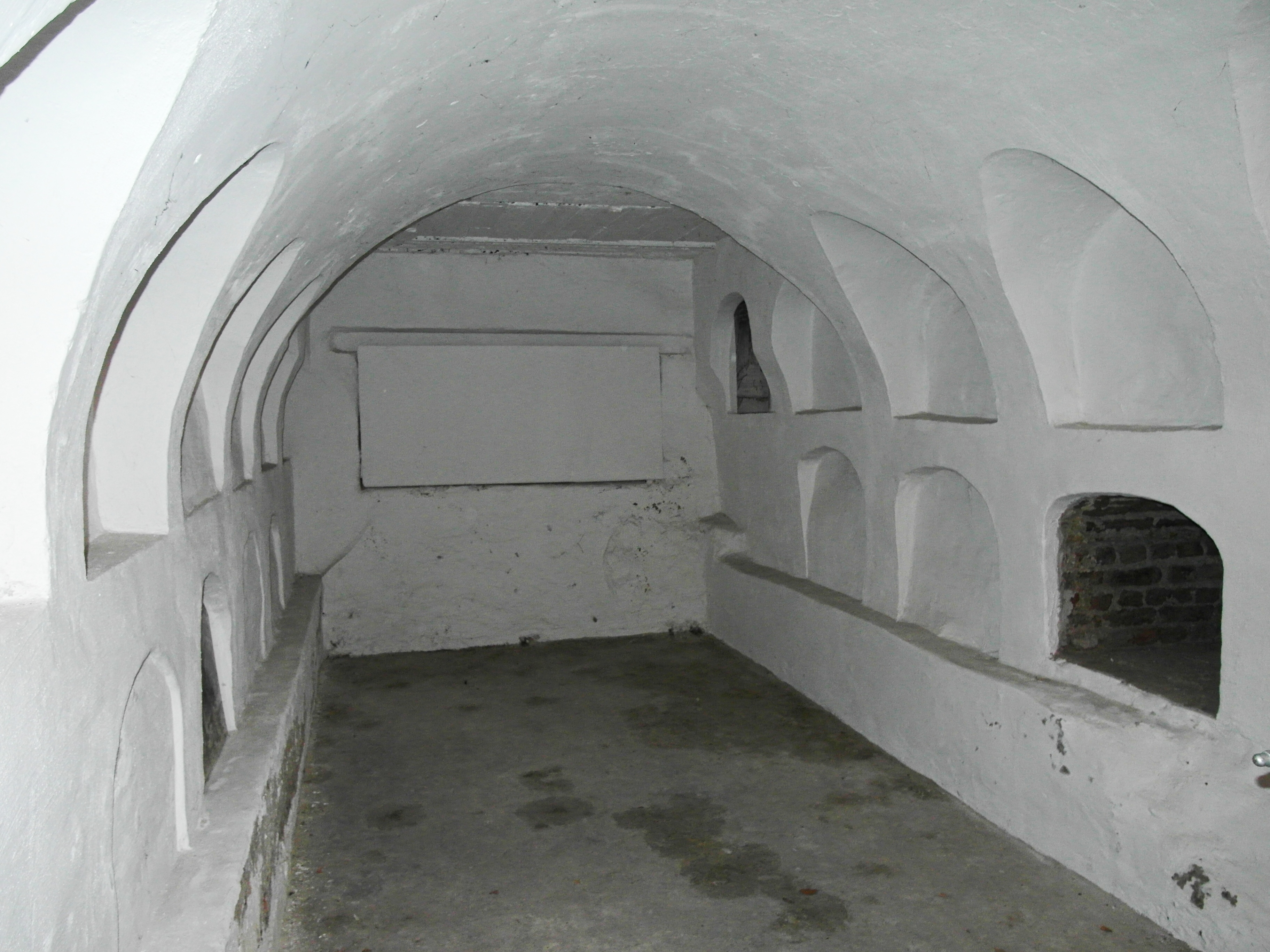
Blick in den Totenkeller

Unter dem Chor, etwa auf Höhe der Chor-Apsis, befindet sich der Totenkeller der Abteikirche, der offensichtlich beim Neubau im 18. Jahrhundert angelegt wurde, da er erstmals durch Skizzen von Couven belegt wird. Der Zugang ist nur von der nordöstlichen Außenseite der Kirche über eine vierzehnstufige Treppe möglich. In dem tonnengewölbten 2,85 m mal 9,30 m langen und 2,20 m bis 2,60 m hohen Raum sind die durchnummerierten Grabkammern in zwei übereinander liegenden Reihen an den Längsseiten angelegt. Die meisten der 32 Grabkammern sind bis auf wenige Ausnahmen gut erhalten, nur zwei sind eingestürzt. Die Inschriften auf den aus Naturstein gemeißelten Schließplatten sind bei sieben Kammern eindeutig bestimmten Personen zuzuordnen, bei den restlichen lassen sich nur Bruchteile erkennen. Endoskopische Untersuchungen ergaben aber, dass alle Grabkammern teilweise mehrfach belegt worden waren.
Da Couven seit 1748 in Düsseldorf beim Bau des Schlosses Jägerhof tätig war, ist es fraglich, ob er die Oberleitung des Burtscheider Bauwerks behalten hatte. Hofbaumeister Johann Heinrich Nosthofen, auch Noshofen genannt, ein in Düsseldorf arbeitender Ingenieur und Architekt, der unter anderem das Düsseldorfer Schloss umgestaltet hatte, leitete deshalb die bautechnische Beratung der Bauausführung der Burtscheider Abteikirche. Er nahm unter anderem Veränderungen und Verstärkungen an der Kuppelkonstruktion vor und musste wegen aufkommenden Schwierigkeiten bei deren Anfertigung während des Baus mehrmals von Düsseldorf anreisen. Die Fenster und Treppen wurden im August 1754 in den Kuppelmantel eingesetzt. Für die Holzkonstruktion der Kuppel holte Couven die Gebrüder Paul und Franz Klausener aus Tirol, die als Maurermeister hoch angesehen waren und die beim gleichzeitigen Bau von St. Michael ebenfalls als Zimmer- und Maurermeister eingesetzt wurden. Schließlich erfolgte am 12. September 1754 die Fertigstellung des Rohbaus.

### Veränderungen in der Preußenzeit
Im Jahr 1881 wurde die Pfarrkirche durch den Anbau einer Taufkapelle nach Plänen des Architekten Hermann Joseph Hürth erweitert. In den Jahren 1888 bis 1892 ließ Pfarrer Straub die bis dahin nur weiß getünchte Kirche durch den Maler Franz Wirth farbig ausmalen. Dabei wurden Straub und Wirth durch den Aachener Kanonikus und Kunsthistoriker Franz Bock aus kunsthistorischer Sicht maßgeblich beraten und unterstützt. Während bis dahin die Kirche von Kunstkennern nicht besonders beachtet wurde, wurde sie seit jener Ausmalung als eine Perle innerer Bauschönheit bewundert und studiert. Weiterhin ließ Pfarrer Straub im Jahr 1889 den Hochaltar von St. Johann an das hintere Ende des Chores rücken, wodurch er mehr Laienraum für das Innere der Kirche erhielt.

### Wiederherstellung nach dem Zweiten Weltkrieg

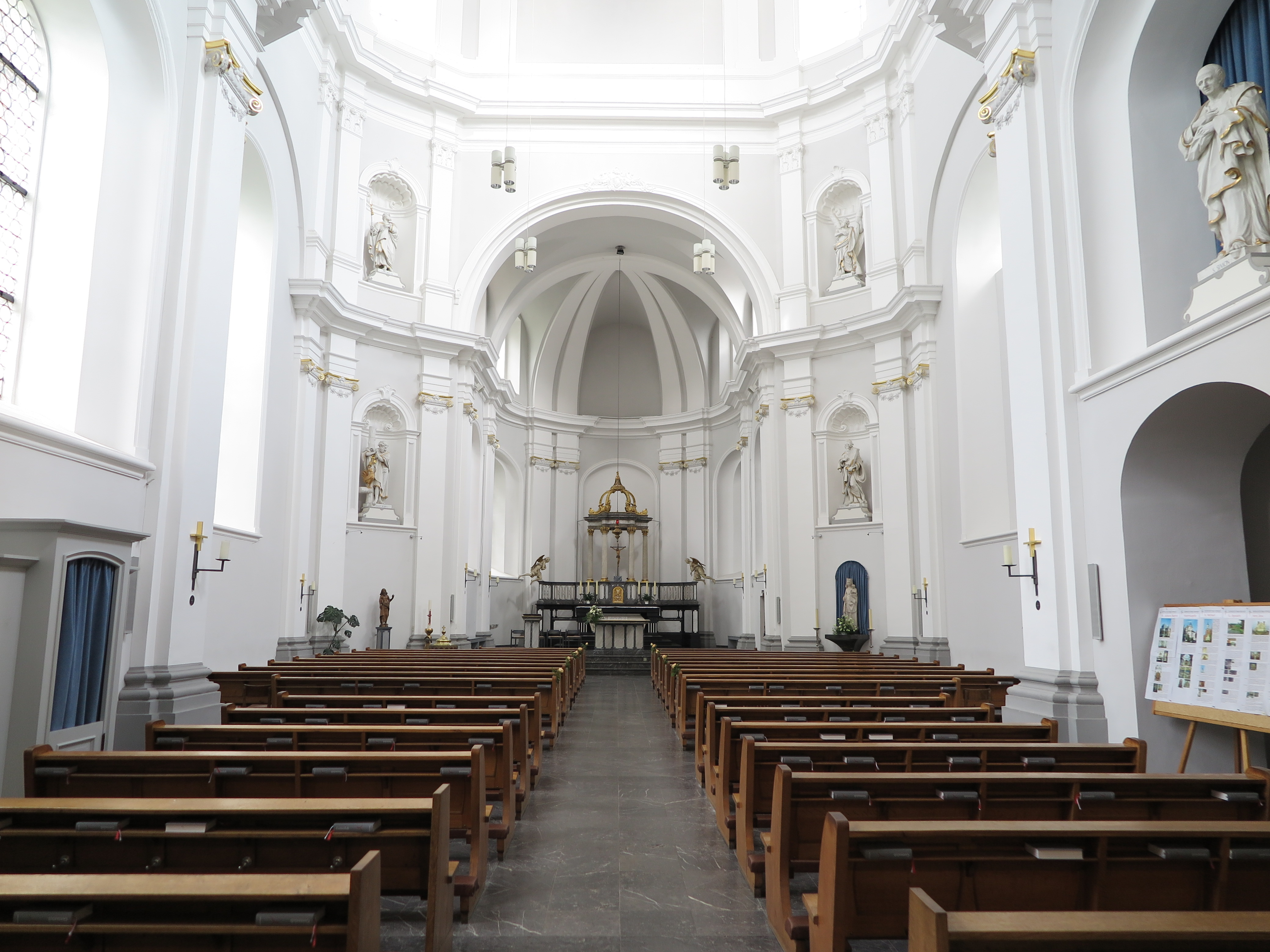
Innenraum

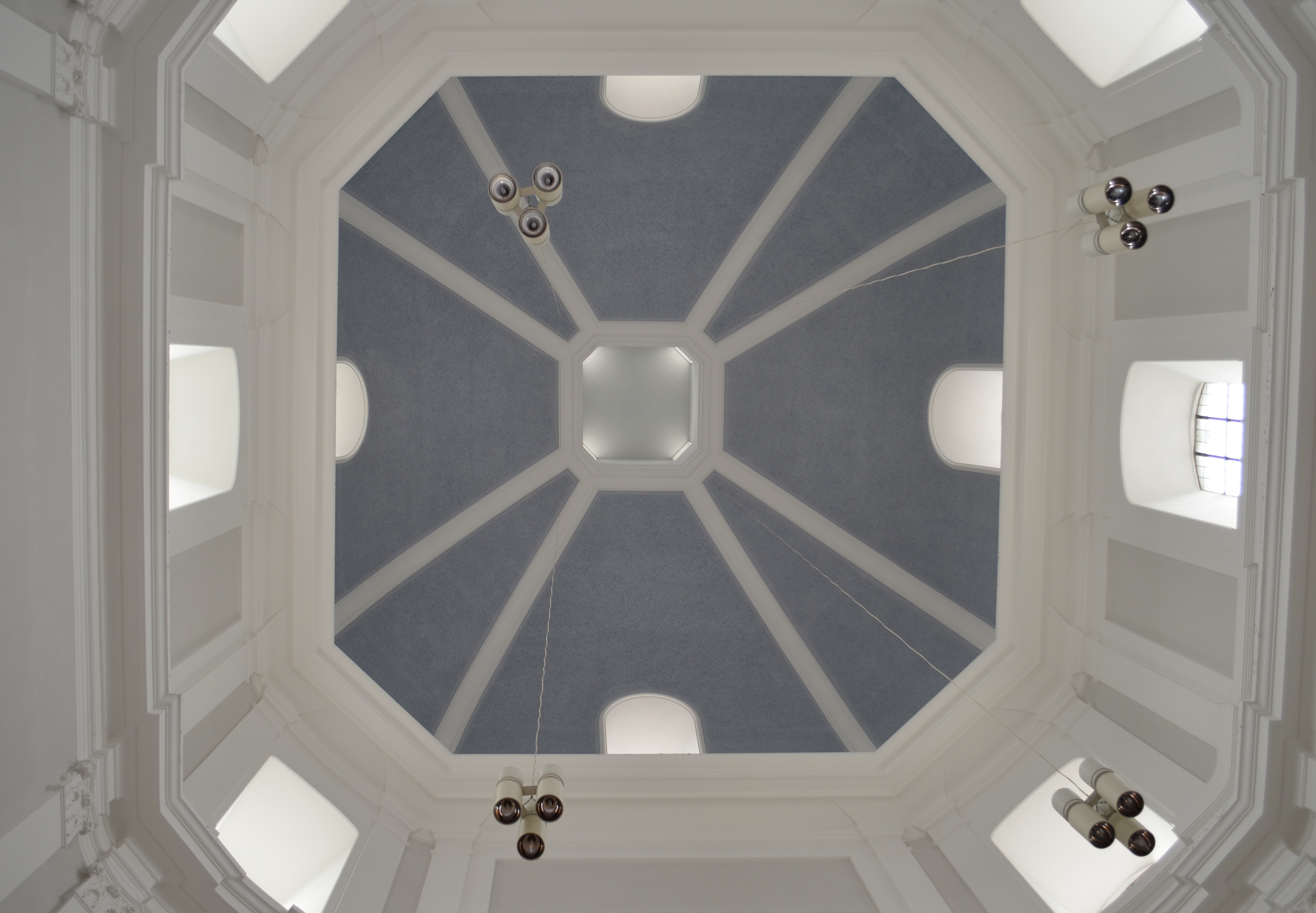
Kuppelansicht von innen

Nach den im Abschnitt Geschichte bereits erwähnten Zerstörungen im Zweiten Weltkrieg beschloss der Kirchenvorstand am 15. Dezember 1946 den Wiederaufbau der Pfarrkirche. Die Wiederaufbaupläne oblagen dem Architekten Peter Salm und wurden von René von Schöfer in städtebaulicher Hinsicht begutachtet. Die Restaurierung erfolgte unter Berücksichtigung der Couvenschen Eigenart und dem zeitgemäßen Bau- und Stilempfinden.
Am 28. Oktober 1947 wurde mit dem Wiederaufbau der Kuppel durch die Aachener Firma Reinartz & Söhne begonnen. Eine formgetreue 11,50 m hohe Eisenbetonkuppel ersetzte die alte Holzkuppel. Die Kuppelbasis bildet ein Ringanker aus Stahlbeton mit den Maßen: 1,20 m Breite, 0,80 m Höhe und 17,5 m Durchmesser. Sein Abstand zum Fußboden der Kirche beträgt 23 m. Er ist die Hauptgesimsbasis und dient der Sicherung des Mauerwerks sowie der Aufnahme der Kuppellasten. Dieser Fußring verbindet die je acht Walm- und Gratrippen, ein weiterer Ring bindet ihre oberen Enden. Auf diesem fußen weitere Gewölberippen, deren Querschnitt doppel-T-förmig sind. Zwei zusätzliche waagerechte Ringe sichern diese Rippen und tragen den Laternenring, der vor Ort gegossen wurde. Die Öffnung schließen die Zwischenrippenkappen, deren Guss ebenfalls vor Ort auf Gleitschalung erfolgte. In Beton gegossene Werkstücke ersetzten die ursprünglichen Blausteine. 432 Tonnen beträgt das Gewicht dieser Betonkonstruktion aus 24 Eisentonnen und 180 Kubikmeter Beton. Die Kuppelkonstruktion dient als Träger für die Dachhaut und der inneren Rabitzer Kuppelschale. Diese ist abgehängt und von oben begehbar.
Da durch die Währungsreform am 20. Juni 1948 alle Geldmittel erschöpft waren, mussten die Wiederaufbauarbeiten vorerst eingestellt werden und konnten dank der Mitgliederspenden des neu errichteten Kirchbauvereins am 24. Mai 1949 wieder aufgenommen werden.
Danach wurde zunächst die Kuppel in Schiefer und die Laterne in Blei abgedeckt. Am 30. September 1949 war die Kuppel fertiggestellt und am 7. Oktober 1949 fand das Richtfest statt. Die Seitenschiffdächer erhielten eine englische Deckung, die Orgelbühne ein neues Treppenhaus, der Bodenbelag im Chorbereich wurde aus Solnhofener Platten und der übrige Fußboden mit Blausteinplatten im Diagonalverband angefertigt. Der faule Wandputz wurde abgeschlagen und ohne Profilberücksichtigung ergänzt. Ein heller Kalkanstrich, eine eichenhölzerne Emporenbrüstung und die Ausbesserung des äußeren Mauerwerks zählten zu den weiteren Maßnahmen.
Die Dachstühle der Seitenschiffdächer waren zunächst aus Stahl vorgesehen, wurden aber Kostenbedingt in traditionellem Holzbau ausgeführt. Am 28. Mai 1950 erhielt die Laterne ihre goldene Kugel, deren Durchmesser 90 cm beträgt. Zum Patronatsfest am 24. Juni 1950 wurde die Pfarrkirche wieder behelfsmäßig für den Gottesdienst in Benutzung genommen. Am 31. August 1951 war der Turm in seiner alten und schönen Form wiedererstanden. Nach Instandsetzung der Kriegsschäden wurde die Pfarrkirche St. Johann schließlich am 23. Dezember 1951 wieder offiziell dem Gottesdienst übergeben und Weihbischof Friedrich Hünermann aus Aachen konsekrierte den Hochaltar. Im September 1953 wurde der 790 m² große Kuppelraum mit 46.000 Schieferplatten gedeckt.

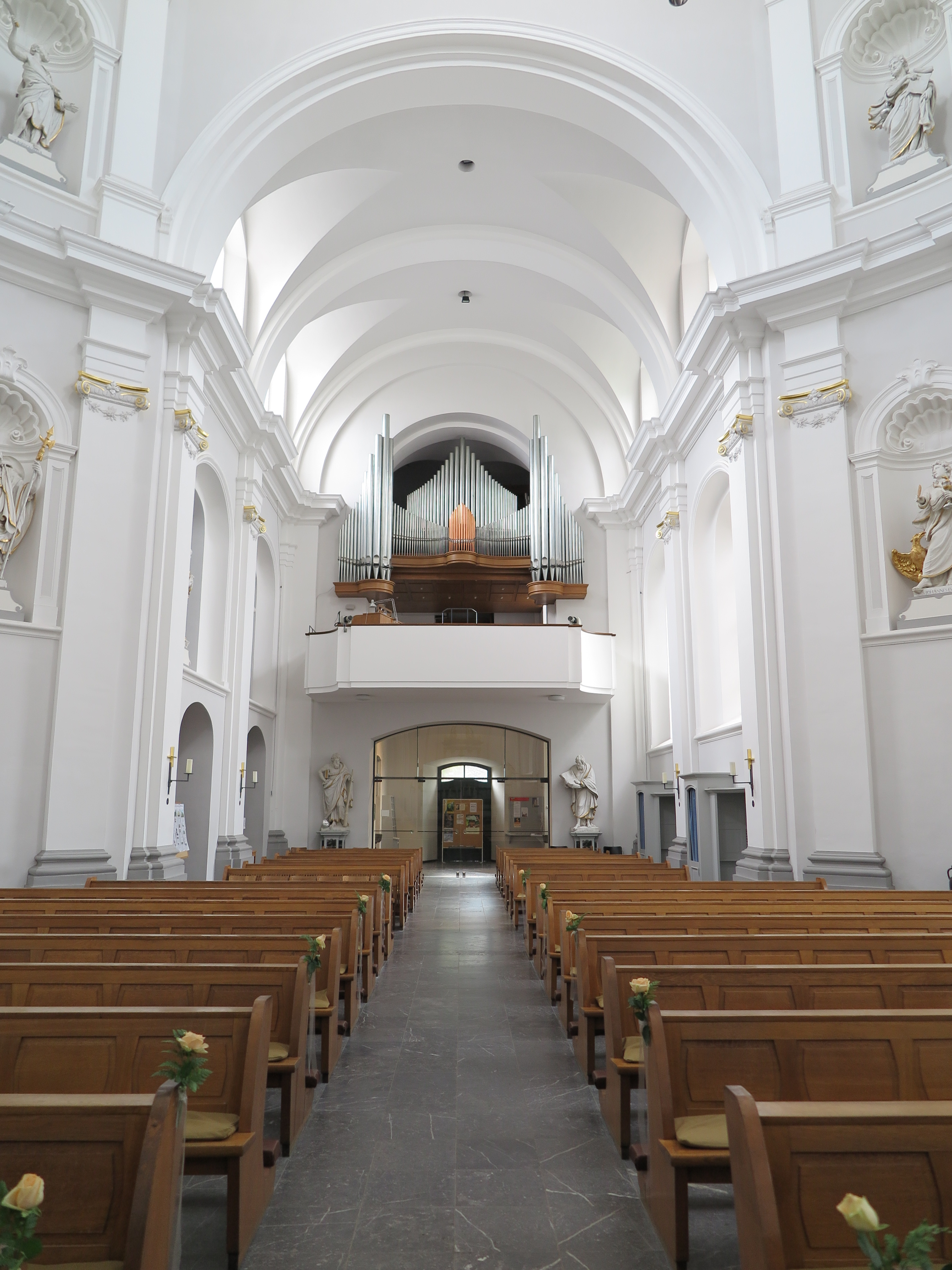
Orgelempore

Ein weiterer Bauabschnitt umfasste die Ausbesserung des Mauerwerks, des Gewölbes über der Orgelempore und die weiße Verputzung, welche die architektonische Wandaufbau-Gliederung betont. Ferner wurden 26 Kapitelle rekonstruiert. Ende 1951 war der Innenraum wiederhergestellt. Windfänge waren vor den zwei Portalen aus wärmetechnischen Gründen notwendig geworden. Die Öffnung der Portalflügel musste laut Gesetz nach außen erfolgen, dies bedingte eine Veränderung der blausteinernen Treppenaufgänge und der Handläufe. Die hölzerne Verschalung der Kuppel erfolgte im Oktober 1953.
Von dem Geläut waren zwei Glocken erhalten geblieben, drei weitere wurden 1954 von der Glockengießerei Feldmann & Marschel in Münster gegossen. 1961 wurde die neue Orgel eingeweiht.
Vom 21. Juni 1963 stammt Peter Salms Beschreibung der inneren Kuppel. Ihre Konstruktion erfolgte auf einem von der Betonkuppel abgehängtem Stahlgerüst. Kalksand-Putz aus Straußenziegel-Gewebe bildete die Innenfläche, Steinwolle die Schall- und Wärmedämmung und stoßfester Putz wurde zum Dachraum hin eingesetzt. Eine Leiter und zwei Laufstege befinden sich zwischen dieser Innenschale und der Betonkuppel. Man war bemüht, die architektonischen Details der Gesimse, Kapitelle und Pilaster nach Couvens Entwurf auszuführen. 18 Tonnen Profileisen benötigte die Konstruktion des Tragwerks.
Im Jahr 1965 wurde eine Fußbodenheizung installiert und die nördliche Außenfassade wiederhergestellt. Die meisten Architekturteile wurden in Abstimmung mit der Denkmalpflege aus Blaustein angefertigt, das Wappen und die Portaleinfassung in Beton und Kunststein. 1966 gingen die Arbeiten an der Turmfassade weiter, der rötliche Außenanstrich wurde in Caput mortuum vorgenommen. Die Fenster erhielten Mondscheiben der Linnicher Firma Glasmalerei Oidtmann. Kommunionbank und Kanzel wurden bei einer Restaurierung der Kirche im Jahr 1966 entfernt. Zu der Restaurierung gehörte auch die Erneuerung des Kreuzgangs.

## Ausstattung

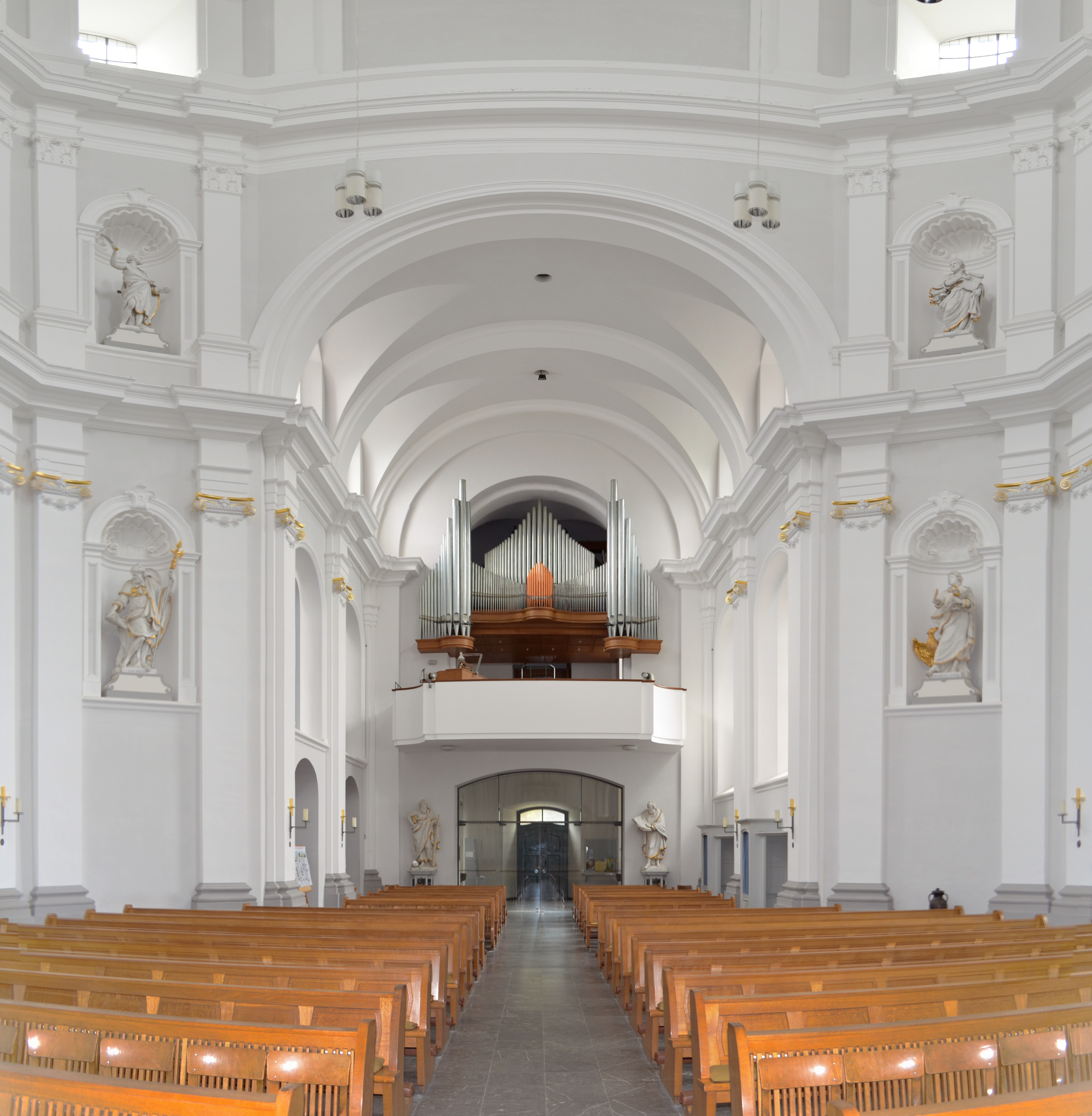
Apostel-Figuren

Im Dezember 1968 wurden aus einem niederländischen Antiquitätengeschäft in Nijmegen neue Apostel-Statuen erworben und in den von Couven zur Aufnahme von Figuren geplanten Nischen aufgestellt. Es handelt sich hierbei um wertvolle Eichenholzfiguren, die im Stile des italienischen Barocks geschnitzt sind. Von denen fanden die Apostelfiguren Petrus und Paulus, Jakobus der Jüngere und der Ältere, Johannes, Bartholomäus, Andreas und Matthias Aufnahme in den Kuppelnischen, die Apostel Thaddäus und Matthäus seitlich an der Ausgangstür sowie Simon und Philippus auf der Seitenempore.
Im Jahr 1971 erwarb die Pfarre St. Johann einen Osterleuchter des Aachener Bildhauers Bonifatius Stirnberg. An diesem sind zwischen Ständer und Kerzenhalter drei Rundmedaillons mit in Silber getriebenen Reliefbildern angebracht. Diese stellen die Erschaffung des Menschen, das Osterlamm und die Sendung des Heiligen Geistes dar.

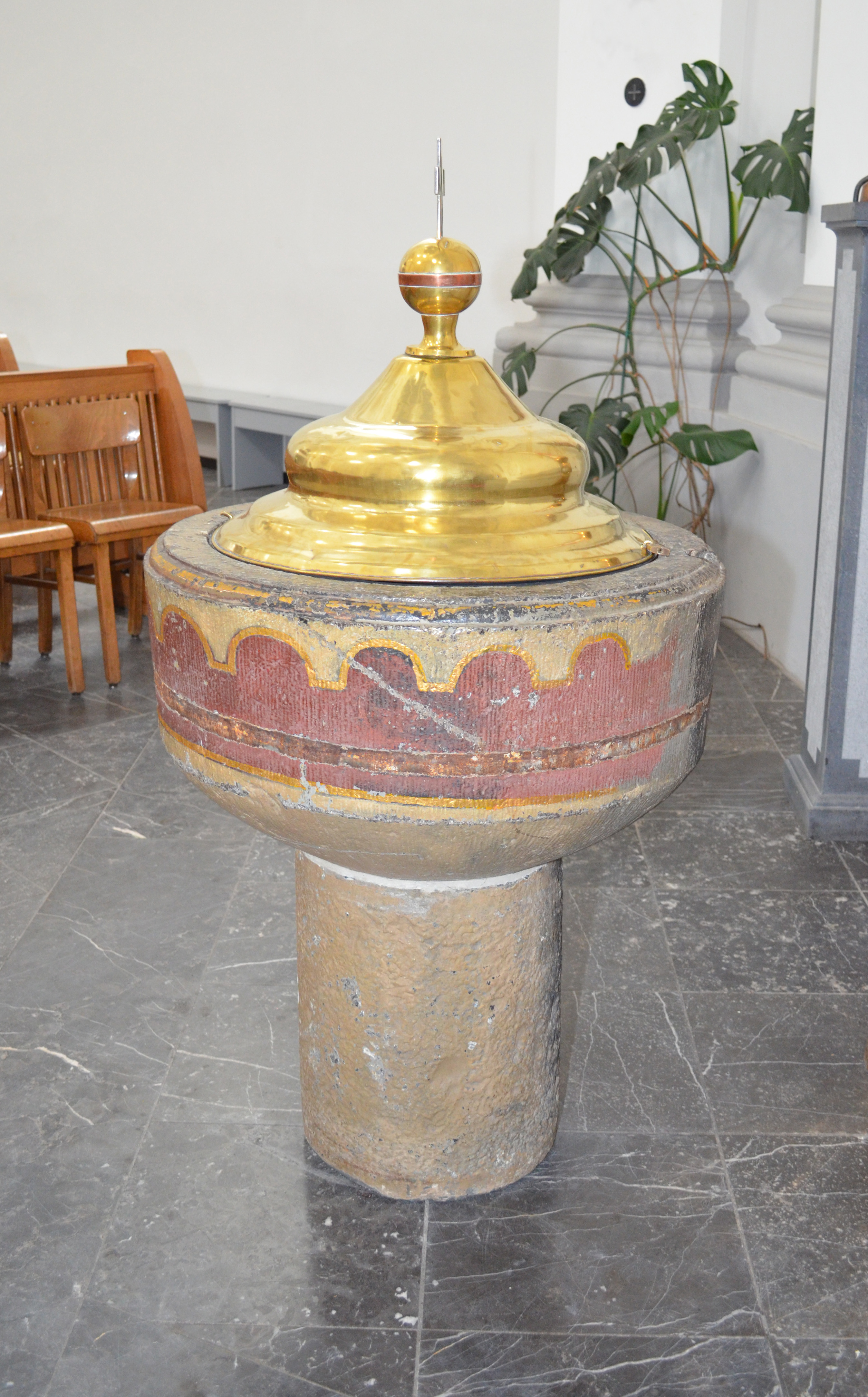
Taufstein

Ein Jahr später erhielt die Pfarre St. Johann den Taufstein aus der Kirche St. Laurentius in Laurenzberg bei Eschweiler, die wie auch die umliegenden Orte dem Braunkohletagebau zum Opfer fiel. Dieser Taufstein wird ebenso wie die älteren Bestandteile von St. Laurentius dem 13. Jahrhundert zugerechnet.

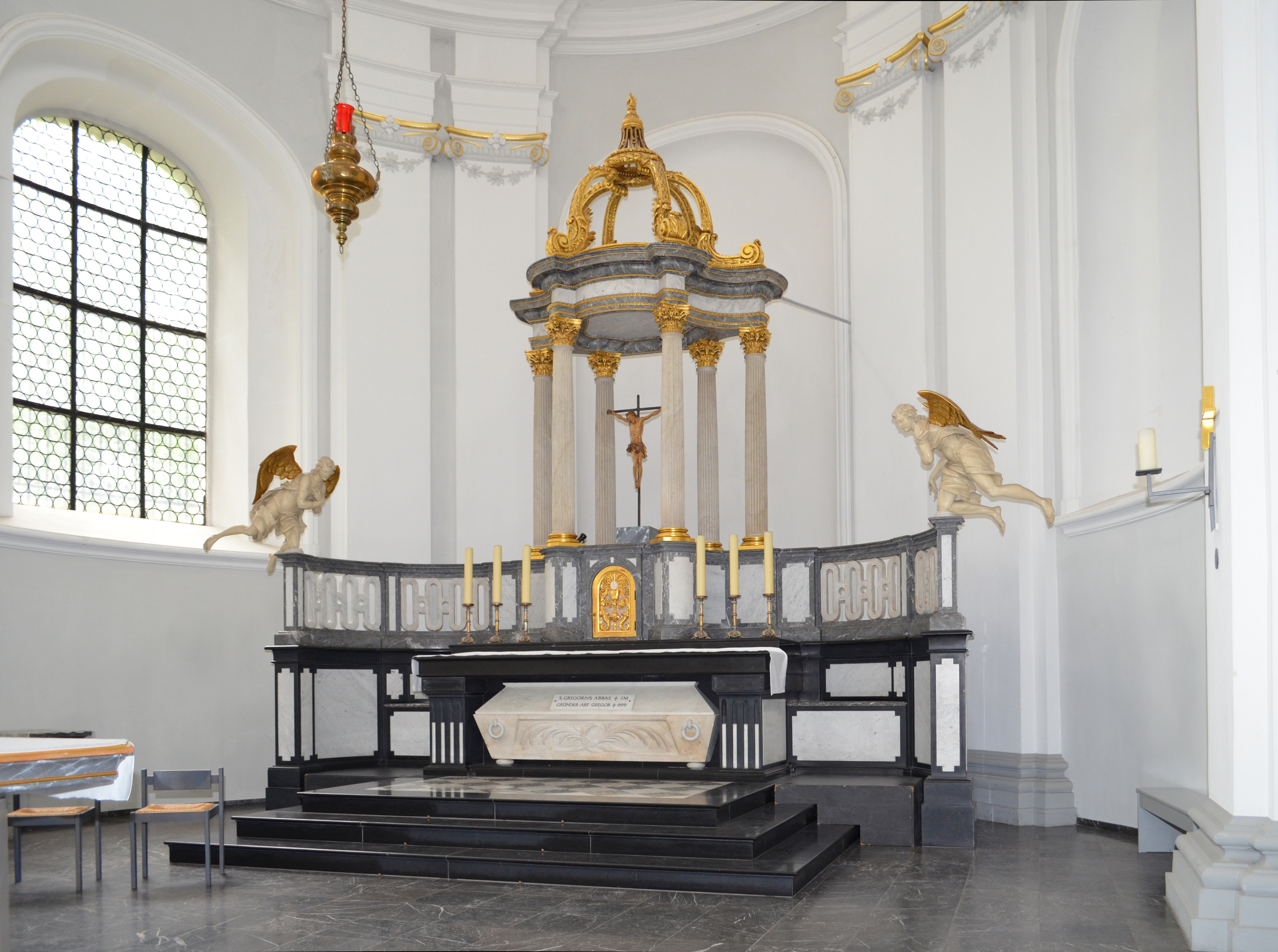
Berdolet-Altar

Darüber hinaus wurden 1975 von dem Aachener Domkapitel der Pfarre St. Johann wesentliche Teile des abgebrochenen Berdolet-Altars als Dauerleihgabe übertragen. Dieser war 1804 auf Veranlassung des ersten Aachener Bischofs Marc-Antoine Berdolet als Hauptaltar im Aachener Dom aufgestellt und 1875 abgebrochen worden, um dort Platz für einen neugotischen Baldachin-Altar zu schaffen. Der Architekt und Restaurator Hanns Küpper verarbeitete zwischen 1975 und 1979 die erhaltenen Teile, wie beispielsweise die kostbaren Marmorsäulen, die Kapitelle, eine geschnitzte Krone und zwei anbetende Engel, zusammen mit den notwendigen Ergänzungen zu einem neuen Tabernakelaltar. Unter diesem befindet sich seit 1996 ein Marmorsarkophag, in den eine Silberkassette mit den Gebeinen des Gründerabtes der Abtei, Gregor von Burtscheid, eingelassen wurde. Ein Jahr später erfolgte in der Mitte des Altars die Aufstellung eines toskanischen Kreuzes aus dem 17. Jahrhundert.
1991 wurden in Anlehnung an die Grundformen des Berdolet-Altars ein Zelebrationsaltar und ein Ambo neu angeschafft, um damit den veränderten liturgischen Erfordernissen gerecht zu werden.
Ferner erhielt die Pfarre 1996 eine Madonnenfigur als wertvolle gotische Steinplastik, deren Entstehungszeit um das Jahr 1350 geschätzt wird.

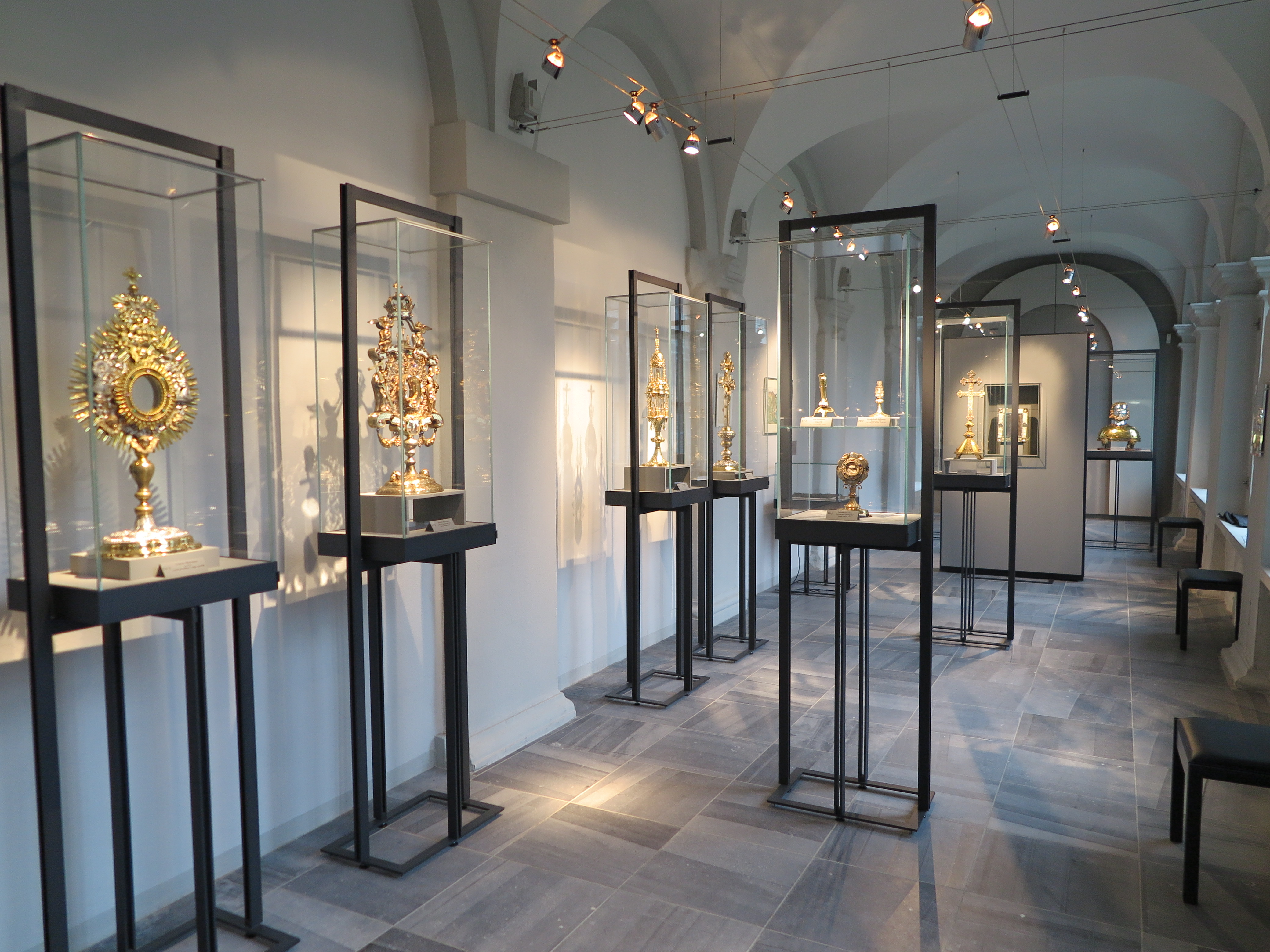
Schatzkammer

Darüber hinaus ist die Pfarre St. Johann als Nachfolgeeinrichtung der ehemaligen Abteikirche im Besitz des wertvollen Abteischatzes, der sich seit 2003 in der Schatzkammer im restaurierten Kreuzgang der früheren Abtei befindet. Zu den dort ausgestellten bedeutendsten Werken zählen neben liturgischen Geräten und Gewändern die Johannesbüste (um 1370) aus der Zeit Karls IV., das filigrane Äbtissinnen-Kreuz (um 1230), die byzantinische Mosaik-Ikone des Hl. Nikolaus (um 1180) und eine barocke Sonnenmonstranz (1737). Die Sammlung war während der Franzosenzeit sowie im Zweiten Weltkrieg ausgelagert worden. Sie ist jeden 1. Samstag und jeden 3. Mittwoch im Monat (nachmittags von 15 bis 17 Uhr) für Besichtigungen geöffnet.
Detaillierte Beschreibung siehe unter: Reichsabtei Burtscheid#Abteischatz

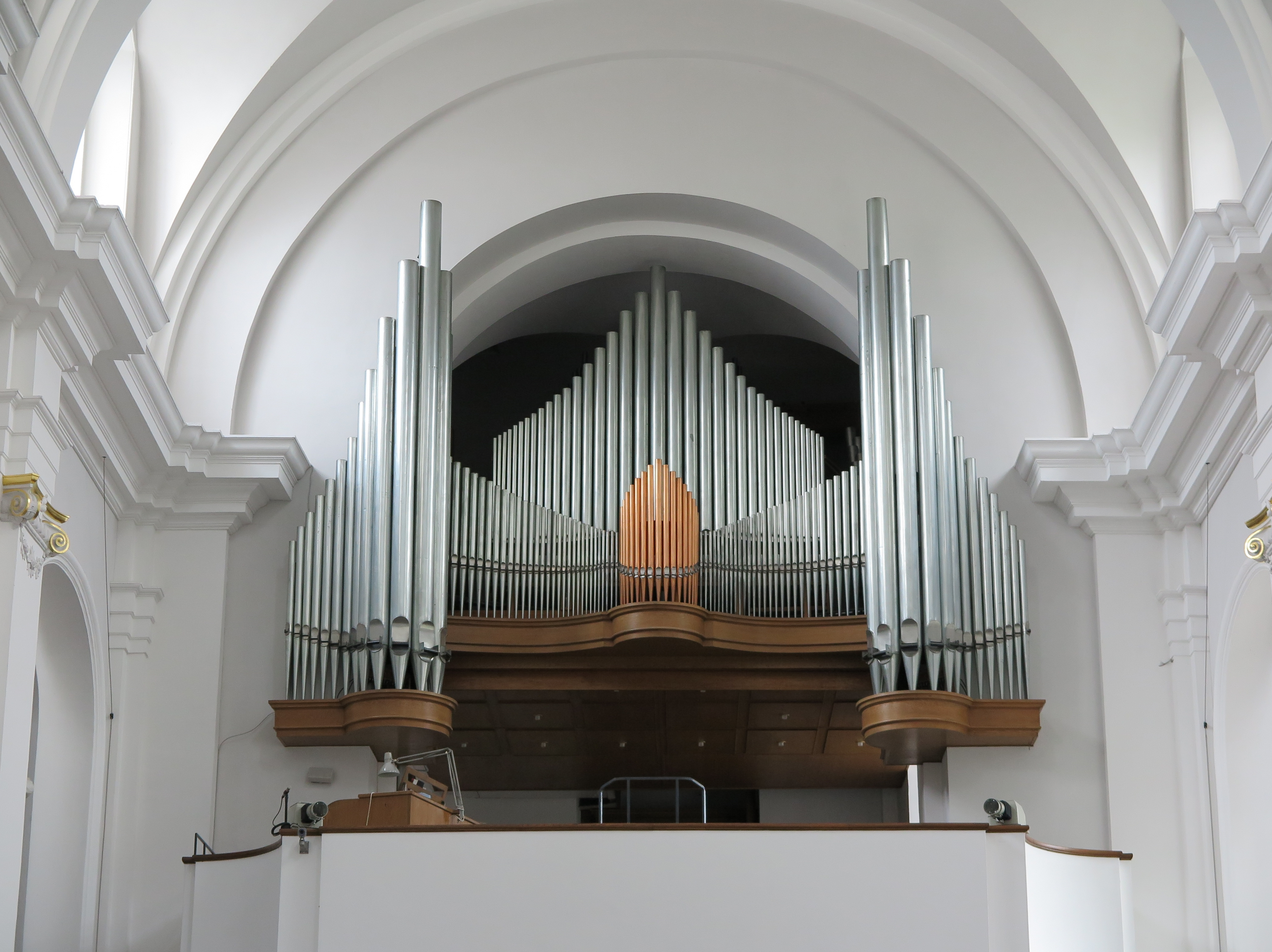
Neue Orgel

Anlässlich des Goldenen Priesterjubiläums des Pfarrers Johannes Krischer (1885–1966) im Jahr 1959 wurde dem Pfarrer eine neue Orgel für St. Johann mit drei Manualen, Pedal und 35 Registern geschenkt, die von der Orgelbauanstalt Karl Bach erbaut wurde. Die über elektrische Kegelladen angesteuerten 2500 Orgelpfeifen sorgen für eine dem Kirchenraum angepasste weiche und füllige Intonation.
| I Hauptwerk C–g3 |                        |        |
| 01.              | Gedacktpommer (vakant) | 16′    |
| 02.              | Prinzipal              | 08′    |
| 03.              | Holzflöte              | 08′    |
| 04.              | Oktave                 | 04′    |
| 05.              | Blockflöte             | 04′    |
| 06.              | Gemsquinte             | 02 ⁄3′ |
| 07.              | Spillpfeife            | 02′    |
| 08.              | Mixtur IV-V            | 01 ⁄3′ |
| 09.              | Solotrompete           | 08′    |
| 10.              | Schalmey               | 04′    |

| II Positiv C–g3 |                  |        |
| 11.             | Lieblich Gedackt | 08′    |
| 12.             | Quintade         | 04′    |
| 13.             | Waldflöte        | 04′    |
| 14.             | Superoktave      | 02′    |
| 15.             | Nachthorn        | 01′    |
| 16.             | Sesquialter II   | 01 ⁄3′ |
| 17.             | Zymbel II        | 02⁄3′  |
| 18.             | Krummhorn        | 08′    |
|                 | Tremulant        |        |

| III Positiv C–g3 |                   |     |
| 19.              | Rohrgedackt       | 08′ |
| 20.              | Salicional        | 08′ |
| 21.              | Singend Prinzipal | 04′ |
| 22.              | Rohrflöte         | 04′ |
| 23.              | Nachthorn         | 02′ |
| 24.              | Glöckleinton II   | 01′ |
| 25.              | Scharff IV        | 01′ |
| 26.              | Rohrschalmei      | 08′ |

| Pedalwerk C–f1 |                |     |
| 27.            | Prinzipal      | 16′ |
| 28.            | Subbass        | 16′ |
| 29.            | Oktavbass      | 08′ |
| 30.            | Gedacktbass    | 08′ |
| 31.            | Choralbass     | 04′ |
| 32.            | Flachflöte     | 02′ |
| 33.            | Hintersatz III | 02′ |
| 34.            | Posaune        | 16′ |
| 35.            | Basstrompete   | 08′ |

- Koppeln: II/I, III/I, III/II, I/P, II/P, III/P
- Spielhilfen: 2 freie Kombinationen, 1 freie Pedalkombination, Automatisches Pianopedal

## Denkmal
1974 nahm der Landeskonservator Rheinland die ehemalige Abteikirche St. Johann in Burtscheid in die Denkmälerliste auf:
„Abteiplatz
1736–1754 (J. J. Couven), Wiederaufbau (Salm);
quadratischer Kuppelbau mit abgerundeten Ecken, innen 8eckig, östlich ein Chorjoch und halbrunde Apsis, westlich 2 Langhausjoche und vortretender Westturm; Backstein mit Blausteingliederung, große Pilasterordnung; Mansarddach“

## Galerie

St. Johann-Baptist
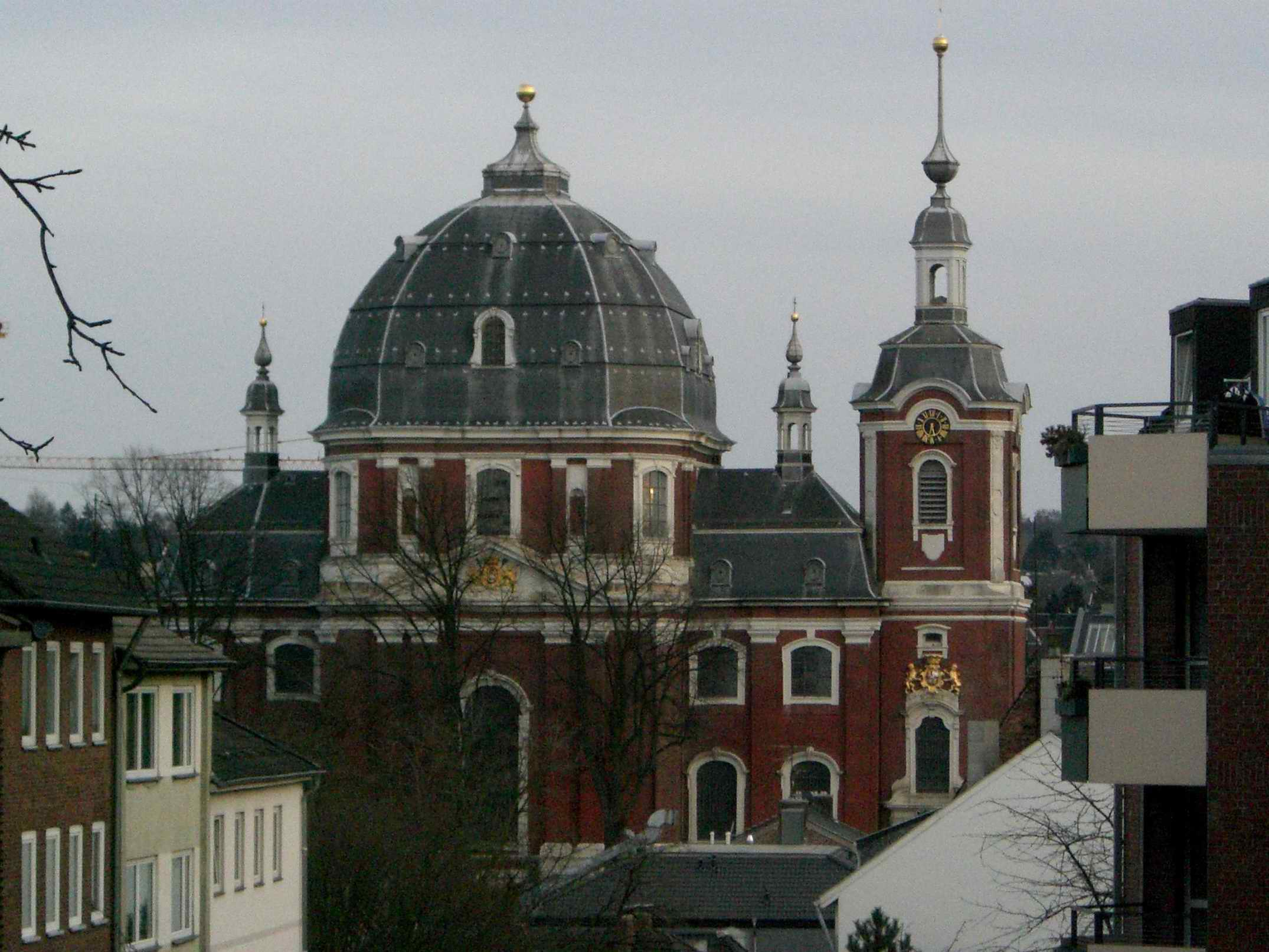
Nordfassade dem Ort zugewandt
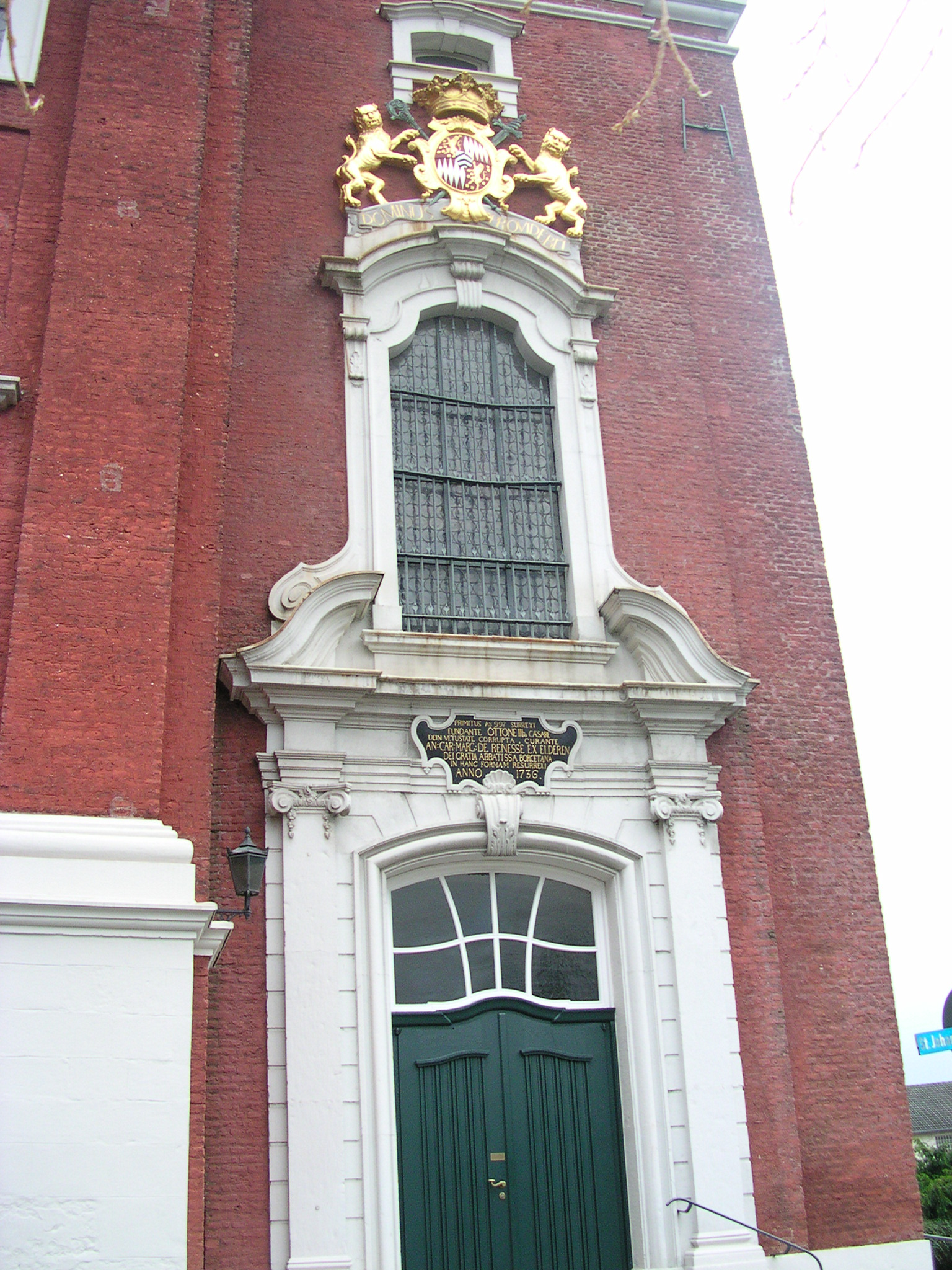
Hauptportal (aktueller Eingang)
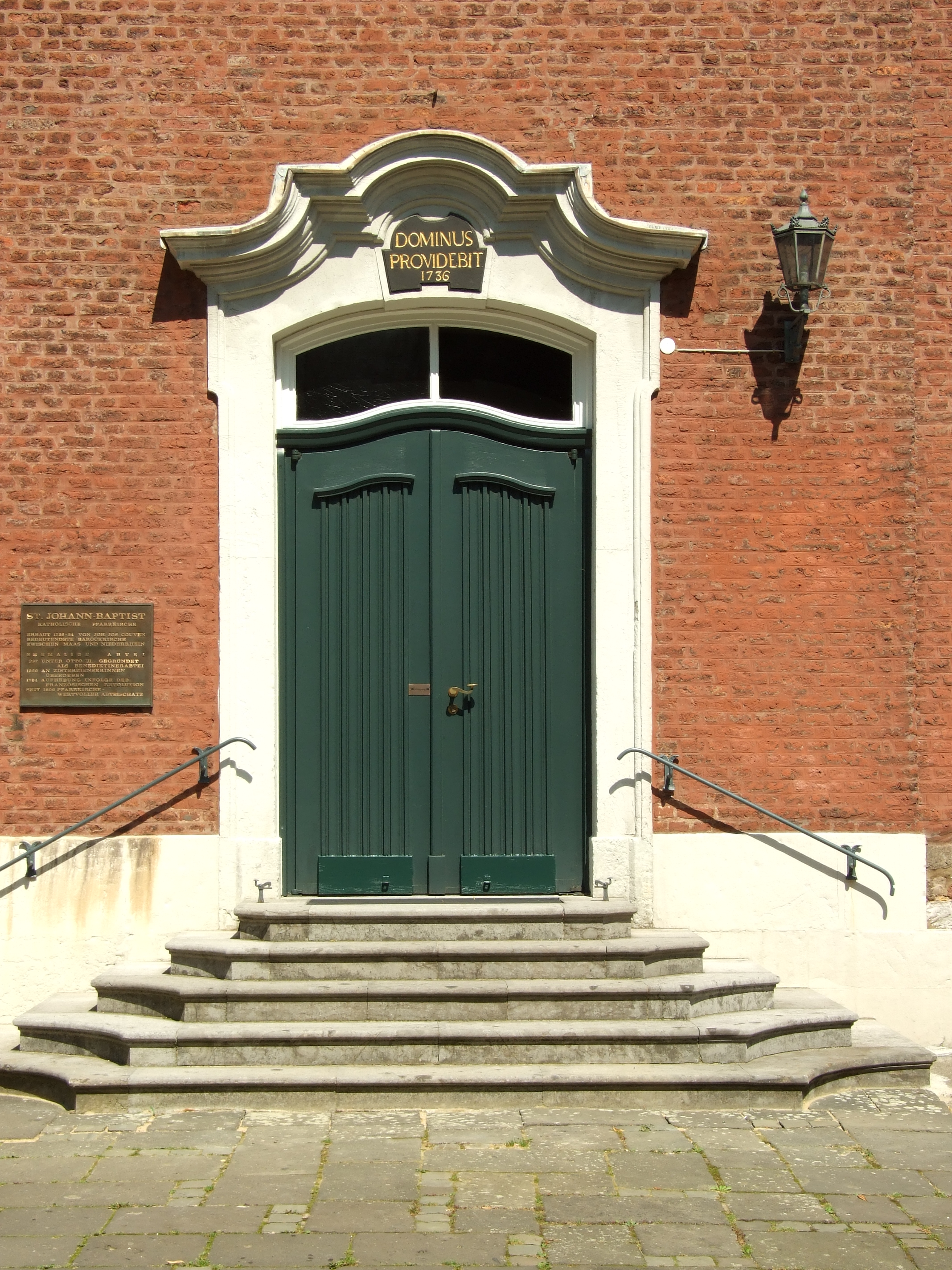
Tür an der Westseite (nicht in Gebrauch)
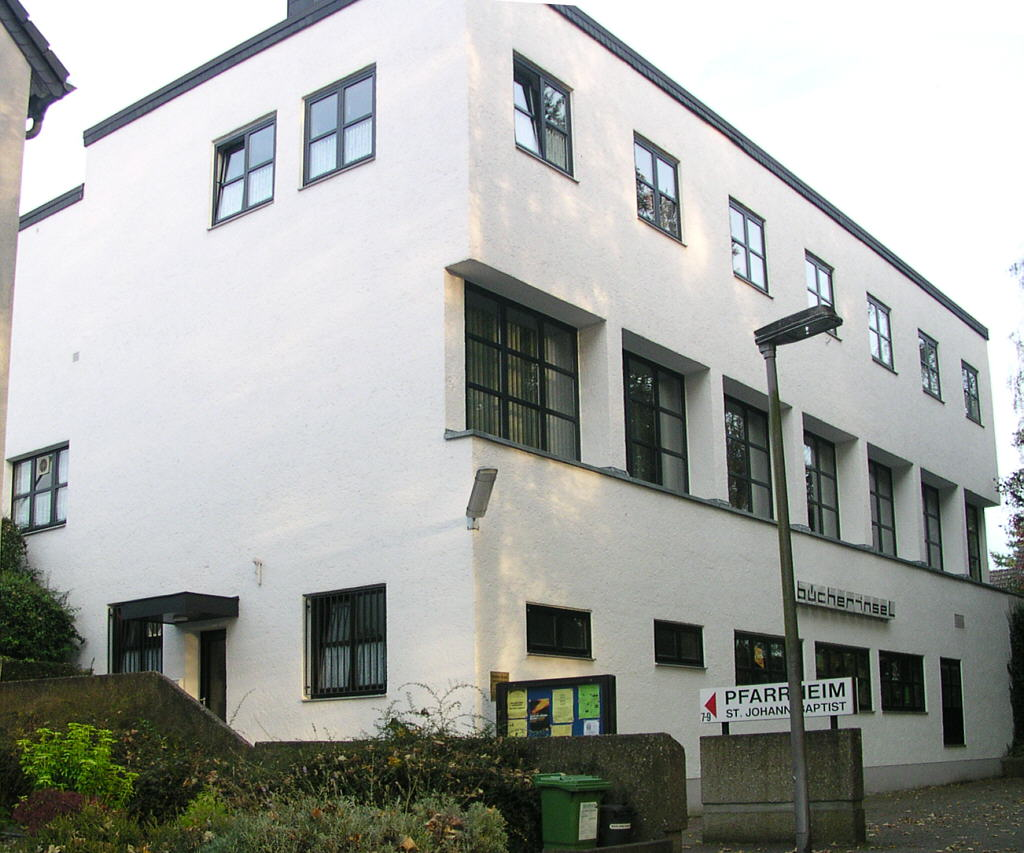
Pfarrheim